# مريم شعبان
مريم شعبان (مواليد 15 يناير 2002) هي لاعبة المنتخب الأردني للترايثلون، بدأت مسيرتها كسباحة في عمر 10 سنوات في النادي الأرثوذكسي وكانت تمثل المنتخب الأردني للسباحة قبل أن تتحول لممارسة رياضة للترايثلون منذ عام 2016، وفي العام التالي إنضمت إلى صفوف المنتخب الأردني للترايثلون ومثلته لأول مرة خارجياً في البطولة العربية بشرم الشيخ ضمن فئة الشباب.

## الإنجازات والبطولات
نالت شعبان المركز الأول مرتين في بطولة غرب آسيا بمدينة العقبة في أكتوبر عام 2017 وأكتوبر 2019 والمركز الأول لفئة تحت 16 عاماً في ترايثلون ياس بالإمارات في فبراير عام 2018 والمركز الأول في بطولة ترايثلون الناقورة اللبناني في أيلول عام 2018. في عام 2019 نالت ذهبية والمركز الأول في بطولة صيدا المفتوحة بلبنان وحققت كذلك المركز الأول في البطولة العربية وكأس أفريقيا للترايثلون لفئة تحت 19 عاماً بشرم الشيخ في مارس عام 2018 والمركز الأول كذلك في بطولة غرب آسيا بالبحرين في 2019.